# بارك جين بو
بارك جين بو (13 أغسطس 1987 بكوريا الجنوبية - ) هو لاعب كرة قدم كوري جنوبي في مركز الدفاع. شارك مع منتخب كوريا الجنوبية لكرة القدم. أما مع النوادي، فقد لعب مع نادي سونغنام ونادي سانغجو ‏.

## وصلات خارجية
- بارك جين بو على موقع دوري كوريا الجنوبية (الإنجليزية)
- بارك جين بو على موقع قاعدة بيانات كرة القدم.إي يو (الإنجليزية)
- بارك جين بو على موقع ناشيونال فوتبول تيمز (الإنجليزية)
- بارك جين بو على موقع Soccerway.com (الإنجليزية)